# Чёрный ангел (фильм, 1946)
«Чёрный ангел» (англ. Black Angel) — фильм нуар режиссёра Роя Уильяма Нила, вышедший на экраны в 1946 году. В основу сюжета фильма положен одноимённый роман Корнелла Вулрича.
Фильм рассказывает о молодой красавице Кэти Беннетт (Джун Винсент), которая убеждена в том, что её неверный муж не виновен в убийстве шантажировавшей его певицы кабаре. Пытаясь спасти его от смертной казни, Кэти в паре с запойным брошенным мужем убитой певицы, композитором Мартином Блэйром (Дэн Дьюриа) начинает собственное расследование убийства, выходя на след подозрительного владельца ночного клуба (Питер Лорре). Однако поиски убийцы в итоге приводят к совершенно неожиданному результату.
Фильм относится к категории «похмельных нуаров», движущим элементом сюжета которых становится тяжёлое пробуждение героя после пьяной ночи, когда он не помнит обстоятельств предыдущего дня. К этой же категории относятся фильмы «Полнолуние» (1942), «Крайний срок на рассвете» (1946, также по роману Вулрича), «Ночь без сна» (1952) и «Синий георгин» (1953). В сходном ключе построены и фильмы по рассказу Вулрича «Ночной кошмар» (1943) — «Страх в ночи» (1947) и «Ночной кошмар» (1956), где герой видит во сне, как он совершает убийство, но не может вспомнить, было ли это на самом деле (оба фильма поставлены режиссёром Максвеллом Шейном).
Это последний фильм в длительной творческой карьере режиссёра Роя Уильяма Нила, более всего известного постановкой серии картин о Шёрлоке Холмсе в 1943-46 годах.

## Сюжет
В Лос-Анджелесе у входа в фешенебельный многоквартирный дом Уилшир-хаус одиноко стоит композитор Мартин Блэйр (Дэн Дьюриа). В доме проживает его бывшая жена, популярная певица Мэвис Марлоу, с которой он рассчитывает восстановить отношения в очередную годовщину их свадьбы. В память об этом событии Мартин посылает бывшей жене дорогую брошь в форме сердечка, которую подарил ей в день свадьбы, и которую она вернула ему при расставании. Однако Мэвис не хочет принимать подарок и не хочет видеть Мартина. Она звонит швейцару с поручением не пускать Мартина в дом. Швейцар на входе не пускает Мартина, и тот уходит, сталкиваясь в дверях с невысоким пучеглазым мужчиной (Питер Лорре), который свободно проходит к Мэвис. Удручённый Мартин направляется в поход по барам, и, как это часто с ним случается, напивается до потери памяти. Его друг Джо находит Мартина и по сложившейся традиции отводит его к нему домой, в бедную комнату, где привратник запирает его на щеколду.
Той же ночью, после полуночи к Мэвис приходит музыкант Кирк Беннетт. Видя, что дверь в её квартиру приоткрыта, он входит внутрь, где слышит звучащую из граммофона песню Мартина «Разбитое сердце». Осматриваясь в ожидании хозяйки, он заходит в спальню, где видит лежащую около кровати мёртвую Мэвис, а рядом с ней — брошь в виде сердечка. Беннет выходит, чтобы вызвать по телефону полицию, но услышав шум в спальной, возвращается обратно, где видит, что брошь исчезла. Беннетт пытается догнать преступника, но тот скрывается за дверью. Беннетт выбегает в коридор, и в этот момент дверь в квартиру захлопывается. В этот момент из лифта выходит служанка Мэвис. Увидев её, Беннетт убегает по лестнице, но служанка замечает и узнаёт его.
Через некоторое время полицейский детектив капитан Флад (Бродерик Кроуфорд) приходит домой к Беннетту и его жене, бывшей певице Кэти (Джун Винсент), и забирает его в полицейский участок. На допросе Беннетт утверждает, что никого не убивал, однако сознаётся в том, что Мэвис его шантажировала доказательствами его связи на стороне, которую Беннетт скрывал от жены. Полиция считает это мотивом убийства, а вкупе с показаниями служанки Мэвис и его отпечатками в доме, находит это достаточными основаниями для передачи дела в суд. В итоге Беннетта признают виновным и приговаривают к смертной казни за умышленное убийство. Несмотря на измену мужа, Кэти не верит в то, что он убийца и пытается уговорить Флада продолжить расследование, однако тот говорит, что для этого нужны новые веские обстоятельства. Тогда Кэти решает начать самостоятельное расследование. В артистическом кафе Кэти случайно слышит разговор актёров, которые предполагают, что Мэвис убил её бывший муж Мартин, одобряя его действия, так как, по их мнению, Мэвис была ужасной женщиной. От одного из актёров Кэти получает адрес Мартина, и вскоре находит его в состоянии глубокого алкогольного опьянения в своей комнате.
Мартин подтверждает ей, что был около дома Мэвис той ночью, после чего Кэти обвиняет его в убийстве. Однако вскоре приходит Джо, который подтверждает, что в тот вечер он лично доставил пьяного Мартина в его комнату и запер его снаружи, так что у Мартина есть алиби, и полиция знает об этом. Извиняясь, Кэти уходит, незаметно оставляя Мартину в качестве компенсации некоторую сумму денег. На следующий день протрезвевший Мартин приезжает к Кэти домой, чтобы вернуть ей деньги. Кэти рассказывает ему о своих бесплодных попытках доказать невиновность своего мужа. Случайно увидев фотографию её мужа, Мартин говорит Кэти, что Беннетт — это не тот человек, которого он видел входящим в ту ночь в дом Мэвис, и они решают искать убийцу вместе. Просматривая вещи Беннетта, Кэти находит спички с инициалами Мэвис, на обороте которых написан телефонный номер, который принадлежит ночному клубу «Рио».
Кэти и Мартин направляются в этот клуб, где Мартин замечает того человека, которого видел у Уилшир-хаус. Им оказывается владелец клуба мистер Марко (Питер Лорре). Кэти и Мартин решают проследить за ним. Через несколько дней они приходят в клуб на прослушивание, где их музыкальный номер очень нравится Марко. Он заключает с парой контракт на несколько недель. В кабинете Марко Мартин видит фирменный конверт с инициалами Мэвис, который Марко убирает в свой сейф. Вскоре Марко зовёт Кэти в свой кабинет, чтобы сделать ей подарок. Он достаёт из сейфа футляр с брошью, но, открыв футляр, Кэти видит, что это не та брошь, что принадлежала Мэвис. Кэти удаётся подсмотреть и запомнить код от сейфа.
Выступления Кэти и Мартина становятся всё более популярными, и Марко продлевает с ними контракт. Отношения между Кэти и Мартином становятся всё более теплыми и доверительными. Мартин бросил пить и написал песню, посвящённую Кэти. Вскоре появляется положительная рецензия в газете о выступлении их дуэта. На следующий вечер, когда Марко уходит с автором статьи на концерт Шостаковича, Кэти звонит Фладу, убеждённая в том, что сможет добыть в сейфе Марко необходимую улику, которая позволит возобновить расследование. Затем она тайком пробирается в его кабинет, открывает сейф и пытается вскрыть хранящийся там металлический короб. Неожиданно возвращается Марко, который, как он утверждает, давно догадался, кто они такие. В этот момент в кабинете появляются Флад и Мартин. Чтобы снять с себя подозрения, Марко открывает короб, в котором хранится свидетельство о рождении его дочери. Он говорит, что Мэвис его шантажировала, угрожая рассказать о его криминальном прошлом его дочери. Кэти говорит Фладу, что Мартин видел именно Марко входящим в вечер убийства в Уилшир-хаус. На это Флад отвечает, что в то время он патрулировал эту территорию и подобрал Марко за час до того, когда произошло убийство.
Кэти чувствует, что рухнула её последняя надежда найти настоящего убийцу и спасти мужа от смертной казни. Вернувшись домой, она говорит Мартину, что не знает, что ещё можно предпринять. Мартин говорит, что надо смириться с тем, что Беннетт действительно виновен и признаётся ей в своей любви. Кэти отвечает, что она благодарна ему за заботу и помощь, но она всегда любила только своего мужа.
Уйдя от Кэти, Мартин отправляется в пьяный загул, который продолжается несколько дней. За ночь до казни Беннетта Мартин приходит в себя в одном из баров, когда с ним любезно здоровается женщина, у которой на платье он видит свою брошь в виде сердечка. На вопрос, откуда она её взяла, женщина напоминает Мартину, что он сам подарил ей эту брошь несколько месяцев назад. Мартин утверждает, что она лжёт, что приводит к стычке с ухажёром этой дамы. Мартина арестовывают и доставляют в тюремное наркологическое отделение. Лёжа привязанным к кровати, Мартин начинает вспоминать события, которые произошли в ночь убийства. Он вспоминает, как привратник выпустил его из комнаты за небольшую сумму, как он незаметно прошёл мимо отвернувшегося швейцара в Уилшир-хаус, как поднялся в квартиру Мэвис, и как, не контролируя себя, задушил Мэвис. Мартин рассказывает обо всём своему наркологу, требуя немедленно связаться с капитаном Фладом. Когда Флада не оказывается на месте, Мартин сбегает из больницы и приезжает в квартиру Кэти, которой не оказывается дома. Мартин звонит в полицию и просит, чтобы капитан Флад связался с ним при первой же возможности. Ожидая звонка Флада, Мартин находит в шкафчике бутылку виски и не может удержаться. Когда телефон звонит, Мартин, забывшись в пьяном сне, его не слышит. Кэти возвращается домой и видит, что в её гостиной на диване спит Мартин, сжимая в руках брошь. Вскоре приезжает Флад, Мартин признаётся ему и Кэти в содеянном, после чего Флад звонит губернатору с просьбой остановить казнь Беннетта.

## В ролях
- Дэн Дьюриа — Мартин Блэйр
- Джун Винсент — Кэти Беннетт
- Питер Лорре — Марко
- Бродерик Кроуфорд — капитан Флад
- Констанс Даулинг — Мэвис Марлоу
- Уоллес Форд — Джо
- Джуниус Мэтьюз — доктор Кортни
- Хобарт Кавано — сторож в гостинице
- Дик Уэссел — швейцар Мэвиса Марлоу (в титрах не указан)

## Создатели фильма и исполнители главных ролей
Писатель Корнелл Вулрич был одним из наиболее значимых авторов в жанре нуар. По его книгам и сценариям поставлено множество фильмов нуар, наиболее значимые среди них «Леди-призрак» (1944), «Крайний срок на рассвете» (1946), «Погоня» (1946), «У ночи тысяча глаз» (1948), «Окно» (1949), «Не её мужчина» (1950) и «Окно во двор» (1954).
Кинорежиссёр Рой Уильям Нил начал свою режиссёрскую карьеру ещё в 1919 году, однако наибольшей известности достиг в самом конце своей карьеры, в период между 1943 и 1946 годами, когда поставил на студии «Юнивёрсал» одиннадцать фильмов о Шёрлоке Холмсе и докторе Ватсоне, главные роли в которых исполнили актёры Бэйзил Рэтбоун и Найджел Брюс. К числу лучших картин этой серии относятся «Шерлок Холмс перед лицом смерти» (1943), «Багровый коготь» (1944), «Паучиха» (1944), «Жемчужина смерти» (1944), «Замок ужаса» (1945), «Погоня в Алжире» (1945), «Прелюдия к убийству» (1946) и «Ночной кошмар» (1946).
Дэн Дьюриа был одним из «самых известных и наиболее впечатляющих кинозлодеев первых послевоенных лет, специализируясь на по-настоящему неприятных личностях без малейшей доли моральных приличий» в таких классических нуарах, как «Женщина в окне» (1944), «Улица греха» (1945) и «Крест-накрест» (1949). Он также сыграл в нуарах «Министерство страха» (1943), «Кража» (1948), «Слишком поздно для слёз» (1949), а позднее — во «Взломщике» (1957).
В 1940-50-е годы Джун Винсент много играла в фильмах категории В, среди них фильм нуар «Не надо плакать» (1948), детективы «В ловушке у Бостонского Блэки» (1948), «Детектив Мэри Райан» (1949), «Одинокий волк и его дама» (1949), а также нуар «Ночь без сна» (1952), сюжет которого во многом напоминает сюжет «Чёрного ангела». Питер Лорре в 1930-40-е годы был одним из самых востребованных актёров в жанра хоррор и нуар, сыграв, в частности, в фильмах «М» (1931), «Человек, который слишком много знал» (1934), «Безумная любовь» (1935), «Незнакомец на третьем этаже» (1940), «Мальтийский сокол» (1941), «Касабланка» (1942), «Маска Димитриоса» (1944), «Вердикт» (1946) и «Три незнакомца» (1946).

## Оценка фильма критикой
Фильм был принят в основном положительно. Хотя критики противоречиво оценили сценарий, они отметили качественную режиссёрскую работу Роя Уильяма Нила и сильную актёрскую работу Дэна Дьюриа.
Деннис Шварц назвал картину «низкобюджетным фильмом, обладающем потрясающей простотой» и «отличной психологической проработкой Дэном Дьюриа своего персонажа, превратившим его в сложную фигуру чёрного ангела». Шварц выделил три главных достоинства фильма: «блестящий сценарий Роя Ченслора по роману Корнелла Вулрича, увлекательная актёрская игра Дэна Дьюриа в редкой для него роли симпатичного персонажа, и безукоризненная постановка Роя Уильяма Нила». Хэл Эриксон также отметил «искусный сценарий Роя Ченслора» и «сильную игру Дэна Дьюриа», назвав фильм «скромным, но полным воображения фильмом нуар». Крейг Батлер посчитал, что "«Чёрный ангел» «не является знаковым фильмом нуар, но содержит несколько элементов, которые достойны внимания. Среди них довольно необычная развязка в отношении личности убийцы, а также центральный сюжет о безответной любви, который представлен со значительным мастерством».
Со своей стороны, TimeOut назвал фильм «не вполне чистой адаптацией романа Корнелла Вулрича, поскольку был частично урезан погружающий в раздумья субъективизм, столь любовно оберегаемый в фильмах бедных студий, таких как „Страх в ночи“». По мнению журнала, в итоге «остаётся мрачный триллер в духе „Леди-призрак“, красиво сделанный с тем же непритязательным мастерством, которое Нил привнёс в сериал о Шёрлоке Холмсе с участием Рэтбоуна и Брюса».
А Босли Кроутер в «Нью-Йорк таймс» отметил, что фильм «должным образом передаёт атмосферу самого дна, но, к сожалению, вся её ценность теряется из-за самого недостойного сценария». Он пишет: «Голливудские авторы детективных мелодрам раздражают уловками с неопределённостью, изобретая свои манипуляции с сюжетом и персонажами. И „Чёрный ангел“, является ещё одним вульгарным примером такого банального детективного сценария… Многочисленные улики в итоге оказываются бесполезными, прежде чем сценарист вытаскивает решение из кошмарного сновидения… Сам сценарий — неровный и путаный, который уважающий себя любитель детективов не стал бы долго терпеть… Сюжету не хватает драйва и саспенса, потому что несмотря на усердные попытки автора скрыть личность убийцы, её так легко выяснить». По мнению Кроутера, «если картина и смотрится как детектив выше заурядного, то за это надо благодарить разностороннюю игру Дэна Дьюриа в главной роли и умение декораторов со вкусом оформлять съёмочную площадку».
В центре внимания критиков оказалась актёрская работа Дэна Дьюриа, который после серии ролей отпетых негодяев на этот раз сыграл относительно симпатичного персонажа. Кроутер написал о его игре: «В качестве отвергнутого мужа убитой Дэн Дьюриа проходит через пару пьяных загулов в стиле „Потерянного уикэнда“», но в более мягкой форме. «И в самом деле, в свои трезвые моменты он для разнообразия предстаёт довольно симпатичным персонажем, и ему даже позволяется несколько мимолётных нежных романтических сцен с Джун Винсент, которая играет сдерживающую свои чувства преданную жену со слезой в глазах». TimeOut отметил, что «аутентичный аромат нуара обеспечивает Дьюриа, великолепный в уникальной для себя симпатичной роли мучающегося музыканта с неверной женой, который находит решение загадке её убийства, пробиваясь сквозь алкоголическую дымку своей памяти».
Батлер заключил, что «самым необычным моментом, однако, стало приглашение Дэна Дьюриа на роль весьма приятного романтического героя. Хотя от роли требуется определённая мрачность, Дьюриа, обычно играющий негодяев, здесь предстаёт обаятельным и привлекательным; конечно, зрители в конце концов будут за него, хотя как-то неловко пытаться толкнуть его в объятия женщины, намеренной оставаться верной своему ложно обвинённому мужу». Эриксон также пишет, что «обычно приглашаемый на роли злодеев, Дэн Дариа выдаёт неожиданно впечатляющую игру трогательного романтического героя, и бесспорно самого интересного и симпатичного героя в фильме. Его игра даёт сюжетный поворот в финале, одновременно и поразительный, и убедительный».
Батлер высоко оценил работу Джун Винсент, написав, что она «очень хороша, может быть слегка отстранённа, как его возможный любовный интерес; она действительно борется с соблазном сделать большее из своих отношений с Дьюриа». TimeOut отметил «очень хороший состав актёров второго плана». Такого же мнения придерживается и Кроутер: «Как обычно, актёры второго плана играют мастерски, особенно, Бродерик Кроуфорд в качестве лейтенанта полиции. Уоллес Форд — подозрительный клерк захудалой гостиницы, а Питер Лорре — владелец клуба с криминальными наклонностями».